# 新宿区立西新宿中学校
新宿区立西新宿中学校（しんじゅくくりつにししんじゅくちゅうがっこう）は、東京都新宿区西新宿にある公立中学校。1997年に新宿区立淀橋中学校と新宿区立淀橋第二中学校が統合されて開校した。新宿駅西側一帯の地域を校区としている。
元々は学校統廃合で廃校となった新宿区立淀橋第一小学校の跡地に設立された。

## 沿革
- 1997年4月 - 開校
- 1999年5月 - 新校舎竣工式挙行
- 2023年（令和5年）1月 - 人権尊重教育 人権尊重教育推進指定校・体育 産婦人科医と連携した性教育の授業指定校となる[1]。

## 交通
- JR東日本 山手線・埼京線・中央線 新宿駅下車
- 西武新宿線 新宿駅下車
- 京王線 新宿駅下車
- 小田急小田原線 新宿駅下車
- 東京メトロ丸ノ内線 西新宿駅下車
- 都営地下鉄大江戸線 新宿西口駅下車

## 著名な出身者
- つのだじろう - 旧淀橋中、1952年卒、漫画家
- 小林節 - 旧淀橋中、1964年卒、憲法学者・大学教授
- 松岡ゆみこ - 旧淀橋中、1979年卒、タレント